# Reckoning Night
Reckoning Night es el cuarto álbum en estudio de la banda de power metal proveniente de Finlandia, Sonata Arctica y el debut del teclista Henrik Klingenberg. Sigue la línea oscura forjada en el disco anterior, pero de una manera algo más melódica, gracias a la labor de Henrik. Este álbum es por muchos considerado como el mejor álbum de la banda, el álbum es un punto medio entre el power metal melódico de Ecliptica y  el power metal progresivo de The Days Of Grays.

## Grabación
En marzo de 2004, la banda volvió a Tico-Tico studio para grabar su cuarto álbum de estudio de Reckoning Night.
Esta vez, con Henrik Klingenberg en el estudio. Después de más de 3 meses de trabajo duro fueron terminadas las pistas del álbum, este fue mezclado y masterizado en Finnvox Studios. La fecha de lanzamiento fue fijada para principios de octubre.
En Finlandia, el álbum escaló hasta la segunda posición en las dos primeras semanas de su lanzamiento superados solo por Rammstein. Finlandia no fue el único país donde Reckoning Night entró en el ranking. Sino también quedó en 77 ª en Alemania, 85o-69o en Noruega y Suiza.
Poco después Reckoning Night junto a Winterheart's Guild, fue galardonado con el disco de oro en Finlandia en febrero de 2006. El álbum fue confirmado en el mundo después de haber vendido 100 000 copias, y se convirtió así en el álbum de Sonata Arctica más vendido hasta la fecha, y el tercer disco de oro en el grupo en ese entonces.

## Temas
1. "Misplaced" – 4:42
2. "Blinded No More" – 5:33
3. "Ain't Your Fairytale" – 5:26
4. "Reckoning Day, Reckoning Night..." (Instrumental) – 3:21
5. "Don't Say a Word" – 5:49
6. "The Boy Who Wanted to Be a Real Puppet" – 4:44
7. "My Selene" – 5:28
8. "Wildfire" – 4:36
9. "White Pearl, Black Oceans..." – 8:47
10. "Shamandalie" – 4:04
11. "Wrecking the Sphere" (Japanese Bonus Track) – 7:02
12. "Jam" (Hidden Track) – 2:51

## Miembros
- Tony Kakko – vocalista
- Jani Liimatainen – guitarra
- Marko Paasikoski – bajo
- Tommy Portimo – batería
- Henrik Klingenberg – teclado